# Royal Rumble (2005)
Royal Rumble 2005 a fost cea de-a optsprezecea ediție a pay-per-view-ului Royal Rumble. A avut loc pe 30 ianuarie din 2005 de la Save Mart Center în Fresno, California.

## Rezultate
- Edge l-a învins pe Shawn Michaels. (18:32)
  - Edge l-a numarat pe Michaels cu un "Roll-Up" ținânduse de a treia coarda.
- The Undertaker l-a învins pe Heidenreich într-un Casket Match (13:20)
  - Undertaker l-a pus pe Heidenreich în coșciug după un "Tombstone Piledriver".
- John "Bradshaw" Layfield i-a învins pe The Big Show și Kurt Angle păstrându-și WWE Championship (12:04)
  - JBL l-a numarat pe Angle dupa un "Clothesline from Hell".
- Triple H l-a învins pe Randy Orton și a păstrat centura WWE World Heavyweight Championship (21:28)
  - Triple H l-a numarat pe Orton dupa un "Pedigree".
- Batista a câștigat meciul Royal Rumble 2005. (51:27)
  - Batista l-a eliminat în sfârșit pe John Cena, castigand lupta.
  - Ambi sa eliminase unul pe altul dar Vince McMahon a ordenat să reînceapă meciul.

## Intrări și eliminări în Royal Rumble
Roșu ██ și "Raw" indică superstarurile din Raw, albastru ██ și "SmackDown!" indică superstarurile din SmackDown!. Un nou luptător intra în meci la aproximativ 90 de secunde.
| Nr. | Concurent         | Brand      | Ordinea eliminări | Eliminat de                                                                   | Timp  | Eliminări |
| --- | ----------------- | ---------- | ----------------- | ----------------------------------------------------------------------------- | ----- | --------- |
| 1   | Eddie Guerrero    | SmackDown! | 11                | Edge                                                                          | 28:11 | 3         |
| 2   | Chris Benoit      | Raw        | 25                | Ric Flair                                                                     | 47:26 | 3         |
| 3   | Daniel Puder      | SmackDown! | 1                 | Hardcore Holly                                                                | 04:09 | 0         |
| 4   | Hardcore Holly    | SmackDown! | 2                 | Chris Benoit & Eddie Guerrero                                                 | 01:59 | 1         |
| 5   | The Hurricane     | Raw        | 3                 | Chris Benoit & Eddie Guerrero                                                 | 01:04 | 0         |
| 6   | Kenzo Suzuki      | SmackDown! | 4                 | Rey Mysterio                                                                  | 03:31 | 0         |
| 7   | Edge              | Raw        | 28                | Batista & John Cena                                                           | 40:19 | 5         |
| 8   | Rey Mysterio      | SmackDown! | 27                | Edge                                                                          | 38:25 | 2         |
| 9   | Shelton Benjamin  | Raw        | 10                | Edge                                                                          | 14:35 | 1         |
| 10  | Booker T          | SmackDown! | 9                 | Rey Mysterio & Eddie Guerrero                                                 | 10:42 | 3         |
| 11  | Chris Jericho     | Raw        | 21                | Batista                                                                       | 28:22 | 2         |
| 12  | Luther Reigns     | SmackDown! | 7                 | Booker T                                                                      | 07:13 | 1         |
| 13  | Muhammad Hassan   | Raw        | 5                 | Chris Benoit, Edge, Chris Jericho, Shelton Benjamin, Luther Reigns & Booker T | 00:54 | 0         |
| 14  | Orlando Jordan    | SmackDown! | 8                 | Booker T                                                                      | 03:36 | 0         |
| 15  | Scotty 2 Hotty    | SmackDown! | 6                 | Atacat de Hassan înainte de a intra în ring                                   | 00:00 | 0         |
| 16  | Charlie Haas      | SmackDown! | 13                | Shawn Michaels                                                                | 06:20 | 0         |
| 17  | René Duprée       | SmackDown! | 16                | Chris Jericho                                                                 | 11:32 | 0         |
| 18  | Simon Dean        | Raw        | 12                | Shawn Michaels                                                                | 00:20 | 0         |
| 19  | Shawn Michaels    | Raw        | 15                | Kurt Angle                                                                    | 04:56 | 3         |
| 20  | Kurt Angle        | SmackDown! | 14                | Shawn Michaels                                                                | 00:37 | 1         |
| 21  | Jonathan Coachman | Raw        | 23                | Ric Flair                                                                     | 13:48 | 0         |
| 22  | Mark Jindrak      | SmackDown! | 19                | Kane                                                                          | 08:15 | 0         |
| 23  | Viscera           | Raw        | 17                | John Cena                                                                     | 03:00 | 0         |
| 24  | Paul London       | SmackDown! | 18                | Gene Snitsky                                                                  | 03:15 | 0         |
| 25  | John Cena         | SmackDown! | 29                | Batista                                                                       | 15:28 | 3         |
| 26  | Gene Snitsky      | Raw        | 20                | Batista                                                                       | 03:38 | 1         |
| 27  | Kane              | Raw        | 22                | John Cena                                                                     | 03:54 | 1         |
| 28  | Batista           | Raw        | —                 | Câștigător                                                                    | 10:54 | 5         |
| 29  | Christian         | Raw        | 24                | Batista                                                                       | 02:09 | 0         |
| 30  | Ric Flair         | Raw        | 26                | Edge                                                                          | 01:58 | 2         |

1. ↑  „Batista (spot No. 28) wins the Royal Rumble Match”. WWE. Accesat în 20 aprilie 2008.
2. 1 2 3 4  „Rumble Match: Batista (spot No. 28) wins the Royal Rumble Match”. World Wrestling Entertainment. Accesat în 8 aprilie 2011.
3. ↑  „Royal Rumble 2005: Royal Rumble Entrance & Elimination Information”. Pro Wrestling History. Accesat în 22 ianuarie 2012.